# Mahalia Jackson
Mahalia Jackson (New Orleans, 26 ottobre 1911 – Evergreen Park, 27 gennaio 1972) è stata una cantante statunitense.
Considerata una delle migliori cantanti femminili del XX secolo, la sua voce era caratterizzata da uno stile interpretativo inconfondibile e dal forte impatto emotivo.
Nel corso di tutta la carriera si dedicò esclusivamente alla musica religiosa tanto da meritarsi il titolo di "Regina del Gospel".
Oltre ad un timbro possente e autorevole, a un'emissione di grande estensione che copriva quasi 5 ottave, la Jackson aveva notevoli capacità interpretative, tali da commuovere l'ascoltatore come poche altre cantanti della musica nera.
Per la sua intensa religiosità e devozione si rifiutò di partecipare a programmi che prevedessero la commistione fra i suoi canti gospel e musica non religiosa. È ricordata anche per il suo impegno sul fronte dei diritti civili, in special modo in favore dei neri d'America.

## Biografia
Mahalia Jackson nacque da John Jackson, scaricatore di porto, barbiere e pastore Battista, e da Charity Clark, che lavorava come cameriera e lavandaia. A cinque anni la madre morì e Mahalia venne affidata alle cure di una zia la cui famiglia era molto religiosa e severa quanto a scelte musicali. Già a quattro anni cantava nel coro giovanile della chiesa del padre, e in seguito, nonostante i gusti della zia, ebbe modo di ascoltare e di assorbire le musiche dei pionieri del jazz di Storyville, gli spiritual, le musiche delle bande di strada che si esibivano nelle sfilate del Mardi Gras, il blues di Bessie Smith e Ma Rainey,  ma anche le arie di Enrico Caruso,  di cui fu sempre grande ammiratrice.
Con questo bagaglio musicale, poco più che quindicenne si spostò a Chicago nel 1927, appoggiandosi alla zia Hannah Robinson. Nella città americana, oltre a svolgere vari lavori e a studiare per diventare estetista, manifestò la passione per il canto divenendo prima una corista della Greater Salem Baptist Church e unendosi poi ai Johnson Gospel Singers, un quartetto vocale con cui si esibì per alcuni anni. Lo scioglimento del gruppo a metà degli anni trenta diede l'opportunità a Mahalia Jackson di iniziare la propria carriera da solista, nella quale esordì per la Decca con il primo successo, God's Gonna Separate the Wheat from the Tares. Successivamente venne a contatto con il pianista Thomas A. Dorsey. Dorsey era stato il primo a fondere la musica religiosa con il blues e il jazz, favorendo il nascere dei gospel songs che divennero indissolubili con le liturgie delle Chiese Santificate; e ispirò la prima leva di cantanti di gospel, da Sallie Martin a Clara Ward, da Roberta Martin alla Jackson, vocalist che diffusero il gospel nelle chiese di tutto il mondo.

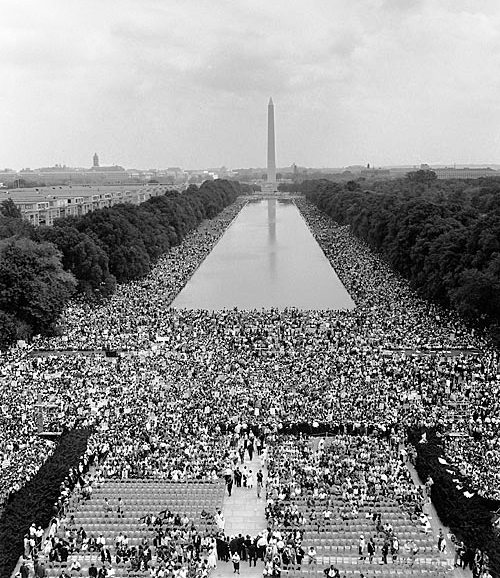
Il Lincoln Memorial di Washington, 28 agosto 1963

Con il 78 giri Move On Up A Little Higher, Mahalia Jackson entrò nelle case e nei cuori di tante persone. Non era il suo primo disco, ma fu il primo a farne la più grande interprete di canti religiosi del nostro tempo. Inciso a Chicago per l'etichetta Apollo nel settembre 1947, quel disco, a più di sessant'anni di distanza, viene ancora venduto in tutti i paesi del mondo. Nel quarto di secolo successivo, Mahalia Jackson avrebbe tenuto fede alla promessa di guidare la sua vasta congregazione "fino alla sorgente cristiana". Il suo vangelo di fede è risuonato nelle chiese e nei templi battisti, per radio, per televisione, su disco, nelle sale da concerto di tutti gli Stati Uniti d'America e in molti altri Paesi.
Con Dorsey la Jackson formò un sodalizio artistico che durò per una decina d'anni fino al 1946. In quell'anno ritornò in studio di registrazione, ma il disco prodotto ebbe risultati modesti. Invece gli inizi del 1948 videro l'esplosione della popolarità dell'artista con Move on Up a Little Higher, che è considerato il disco gospel più venduto di sempre. La fama fulminea la portò nel 1950 sugli schermi televisivi assieme al giornalista e scrittore Studs Terkel, e qualche anno dopo con Ed Sullivan nel suo celebre programma.
Nei primi anni cinquanta Mahalia Jackson si dedicò alle tournée: in Europa nel 1952, poi in Africa, Giappone, India e Israele. Negli Usa, oltre alle apparizioni – fra le quali una alla Carnegie Hall – incise per la Columbia Joshua Fought the Battle of Jericho, Down by the Riverside, He's Got the Whole World in His Hands e When the Saints Go Marching In. Fece una memorabile esibizione trionfale la domenica del 6 luglio 1958 al Newport Jazz Festival, da cui fu tratto probabilmente il suo album di maggior successo commerciale  ( " Mahalia Jackson : Live at Newport - Columbia 1958 ) . Ma risale a quell'anno la sua prima esperienza cinematografica, nel film St. Louis Blues in cui è presente assieme ad altri cantanti fra cui Nat King Cole, Cab Calloway ed Ella Fitzgerald e, l'anno successivo, in Imitation of Life.
Gli anni sessanta la videro in prima linea nel movimento per i diritti civili dei neri d'America, iniziato in Alabama a metà anni cinquanta a fianco di Rosa Parks. Insieme a Martin Luther King condusse altre battaglie e partecipò alla marcia di protesta dell'agosto 1963 su Washington. Davanti a 250.000 persone, prima dello storico discorso “I Have a Dream” pronunciato da Luther King, intonò il classico gospel song I've Been 'Buked, and I've Been Scorned. Due anni prima, la Jackson aveva cantato per l'inaugurazione della presidenza Kennedy e nel 1968 avrebbe eseguito Take My Hand, Precious Lord, in occasione dei funerali di Martin Luther King. Quell'anno vide anche il ritiro della Jackson dall'impegno per i diritti civili, sconfortata dalla morte di King e dei due fratelli Kennedy. Nonostante gli inviti alla prudenza da parte dei medici, la cantante volle intraprendere un tour d'addio in Germania, e durante il concerto di Monaco di Baviera nel settembre del 1971 ebbe un collasso. Morì per un attacco cardiaco nel gennaio dell'anno successivo nella sua casa ai margini di Chicago, e venne sepolta al Providence Memorial Park di Metairie, in Louisiana. Aretha Franklin (che per la carriera era stata incoraggiata proprio dalla Jackson) al servizio funebre tenutosi a Chicago davanti a 50.000 persone volle riprendere Take My Hand, Precious Lord. In occasione dei funerali di tre giorni dopo a New Orleans, 6.000 spettatori gremirono stipati il Rivergate Convention Center in una cerimonia che ripercorse il repertorio della cantante scomparsa.
Mahalia Jackson è stata insignita di tre Grammy Awards, e i suoi brani Move On Up a Little Higher, His Eye Is on the Sparrow e Precious Lord, Take My Hand sono stati inseriti nella Grammy Hall of Fame. Alla cantante è intitolato il teatro situato all'interno del Louis Armstrong Park di New Orleans, che nel 1993 il consiglio municipale della città volle ribattezzare “Mahalia Jackson Theater for the Performing Arts”.

## Discografia

### Album in studio (parziale)
- 1956 - Bless This House
- 1958 - Black, Brown and Beige
- 195? - Silent Night, Holy Night
- 1960 - The Power and the Glory
- 1961 - Sweet Little Jesus Boy
- 1962 - Recorded in Europe During Her Latest Concert Tour
- 1962 - Silent Night: Songs for Christmas
- 1965 - Mahalia
- 1967 - In Concert Easter Sunday, 1967
- 1968 - Sings the Best-Loved Hymns of Dr. M.L.King
- 1968 - Christmas with Mahalia
- 1968 - A Mighty Fortress
- 1976 - How I Got Over

### Raccolte
- 1958 - Live at Newport 1958
- 1960 - Just as I Am
- 1963 - Greatest Hits
- 1975 - The World's Greatest Gospel Singer
- 1976 - The Best of Mahalia Jackson
- 1977 - Sings America's Favorite Hymns
- 1977 - Amazing Grace
- 1985 - The Mahalia Jackson Collection
- 1989 - The Christmas Songs
- 1991 - No Matter How You
- 1991 - Wishing You a Merry Christmas
- 1991 - Mahalia Jackson
- 1991 - Gospels, Spirituals, Hymns
- 1991 - The Great Mahalia Jackson
- 1992 - Christmas Songs
- 1992 - Chrismas with Mahalia Jackson
- 1992 - Christmas with
- 1992 - Christmas with Mahalia Jackson
- 1992 - Gospel Christmas/Silent Night
- 1992 - I'm Going to Tell God
- 1993 - Nobody Knows the Trouble I've Seen
- 1993 - Christmas with Mahalia Jackson
- 1993 - 1911-1972
- 1993 - Go Tell It on the Mountain
- 1994 - Negro Spirituals: Les Plus Grands Thèmes
- 1994 - The Apollom Sessions 1946-1951
- 1994 - The Essence of Mahalia Jackson
- 1995 - Amazing Grace
- 1995 - I Sing Because I'm Happy
- 1995 - Give God the Glory
- 1995 - The Best loved Spirituals
- 1995 - Mahalia Sings Songs of Christmas!
- 1995 - The Apollo Sessions, Vol. 2
- 1996 - 16 Most Requested Songs
- 1996 - Gospel at Its Best
- 1996 - For Collectors Only
- 1997 - Queen of Gospel
- 1997 - In the Upper Room
- 1998 - The Queen of Gospel
- 1998 - Gospel, Spirituals &  Hymns, Vol. 2
- 1998 - Gold Collection
- 1998 - Christmas Gold
- 1998 - The Legend of Gospel & Blues
- 1998 - The Legend of Gospel & Blues, Vol. 2
- 1998 - How I Got Over: The Apollo Records Sessions 1946-1954
- 1998 - Gospel for Christmas
- 1999 - Mahalia Jackson, Vol 1
- 1999 - Mahalia Jackson, Vol. 2
- 1999 - Mahalia Jackson

- 1999 - Mahalia Jackson, Vol. 1
- 1999 - Gospel Queen
- 1999 - Amazing Grace
- 1999 - We Shall Overcome
- 1999 - Thank You Jesus
- 2000 - Spiritual Christmas
- 2000 - Queen of Gospel: I Have a Friend
- 2000 - The Ultimate Collection
- 2000 - Soul of a Woman
- 2000 - The Essential Mahalia Jackson
- 2001 - Amazing Grace
- 2001 - Sunday Morning Prayer with Mahalia
- 2001 - A Portrait of Mahalia Jackson
- 2001 - It's in My Heart
- 2001 - Gospel Queen
- 2002 - Selection of Gospel
- 2002 - City Called Heaven
- 2002 - Queens of Gospel
- 2002 - Cabu Collection
- 2002 - Integrale Mahalia Jackson, Vol. 1: 1937-1946
- 2002 - Gospel Country
- 2002 - Oh My Lord
- 2002 - The Gospel Queen
- 2003 - Portrait
- 2003 - Integrale Mahalia Jackson, Vol. 2: 1947-1950
- 2003 - First Lady of Gospel
- 2003 - Integrale Mahalia Jackson, Vol. 3: 1950-1952
- 2003 - O Holy Night
- 2003 - Classic American Voices
- 2003 - The Gospel Queen
- 2003 - Queen of Gospel
- 2004 - Christmas
- 2004 - The Essential Mahalia Jackson
- 2004 - Come on Children Let's Sing: Great Songs of Love and Faith
- 2004 - Mahalia Jackson
- 2004 - Mahalia Jackson This Is Gold
- 2004 - A Proper Introduction to Mahalia Jackson: In the Upper Room
- 2004 - Sings Songs of Christmas
- 2004 - Mahalia Jackson
- 2004 - This Is Gold (CD 1)
- 2004 - This Is Gold (CD 2)
- 2004 - This Is Gold (CD 3)
- 2004 - Mahalia Jackson, Vol. 2
- 2005 - Mahalia Jackson
- 2005 - Amazing Grace
- 2005 - The Lord's Prayer

- 2005 - The Forgotten Recordings
- 2005 - Integrale Mahalia Jackson, Vol. 4: 1953-1954
- 2005 - Oh My Lord and I
- 2005 - Gospel Lady
- 2005 - Just over the Hill There's a City Called Heaven
- 2005 - The Gospel Queen
- 2005 - Best of Southern Gospel
- 2005 - Silent Night
- 2005 - The Herald Angels Sing
- 2005 - Best of Mahalia Jackson
- 2005 - Sings the Songs of Christmas
- 2006 - Silent Night - Gospel Christmas with Mahalia Jackson
- 2006 - Christmas with Mahalia
- 2006 - Amazing Grace
- 2006 - Original Songs
- 2006 - 24 Gospel Gems
- 2006 - Come to Jesus
- 2006 - The Immortal Mahalia Jackson
- 2006 - Legend: The Best of Mahalia Jackson
- 2006 - Gospel Book
- 2006 - He's My Light
- 2006 - Joy to the World: A Gospel Christmas
- 2007 - World's Greatest Gospel Singer
- 2007 - Songs of Hope and Faith
- 2007 - Dig a Little Deeper
- 2007 - Best of Mahalia Jackson
- 2007 - 18 Greatest
- 2007 - Mahalia Jackson: Platinum Artist Series
- 2007 - Come to Jesus
- 2007 - Christmas with Mahalia Jackson
- 2007 - The Best of Mahalia Jackson
- 2007 - Complete Mahalia Jackson, Vol. 5: 1954-1955
- 2007 - Highway Up to Heaven
- 2007 - Mahalia Jackson 1947-1962
- 2007 - Highway Up to Heaven, Disc 1
- 2007 - Highway Up to Heaven, Disc 2
- 2008 - Silent Night
- 2008 - The Legendary
- 2008 - Gospel According to Mahalia Jackson
- 2008 - A Christmas Gospel
- 2008 - Amazing Grace
- 2009 - The Gospel Collection
- 2010 - Christmas Album
- 2012 - Silent Night
- 2012 - The Complete Mahalia Jackson, Vol. 10: 1958-1959[20]